# Itamuton rufitibia
Itamuton rufitibia är en stekelart som först beskrevs av Maximilian Spinola 1851.  Itamuton rufitibia ingår i släktet Itamuton och familjen brokparasitsteklar. Inga underarter finns listade i Catalogue of Life.